# 木心美术馆
木心美术馆（英語：Muxin Art Museum）是一座位于浙江桐乡乌镇镇的美术馆。該館是為了紀念、展示、與研究故鄉位於烏鎮的中國畫家、作家、詩人木心。

## 历史

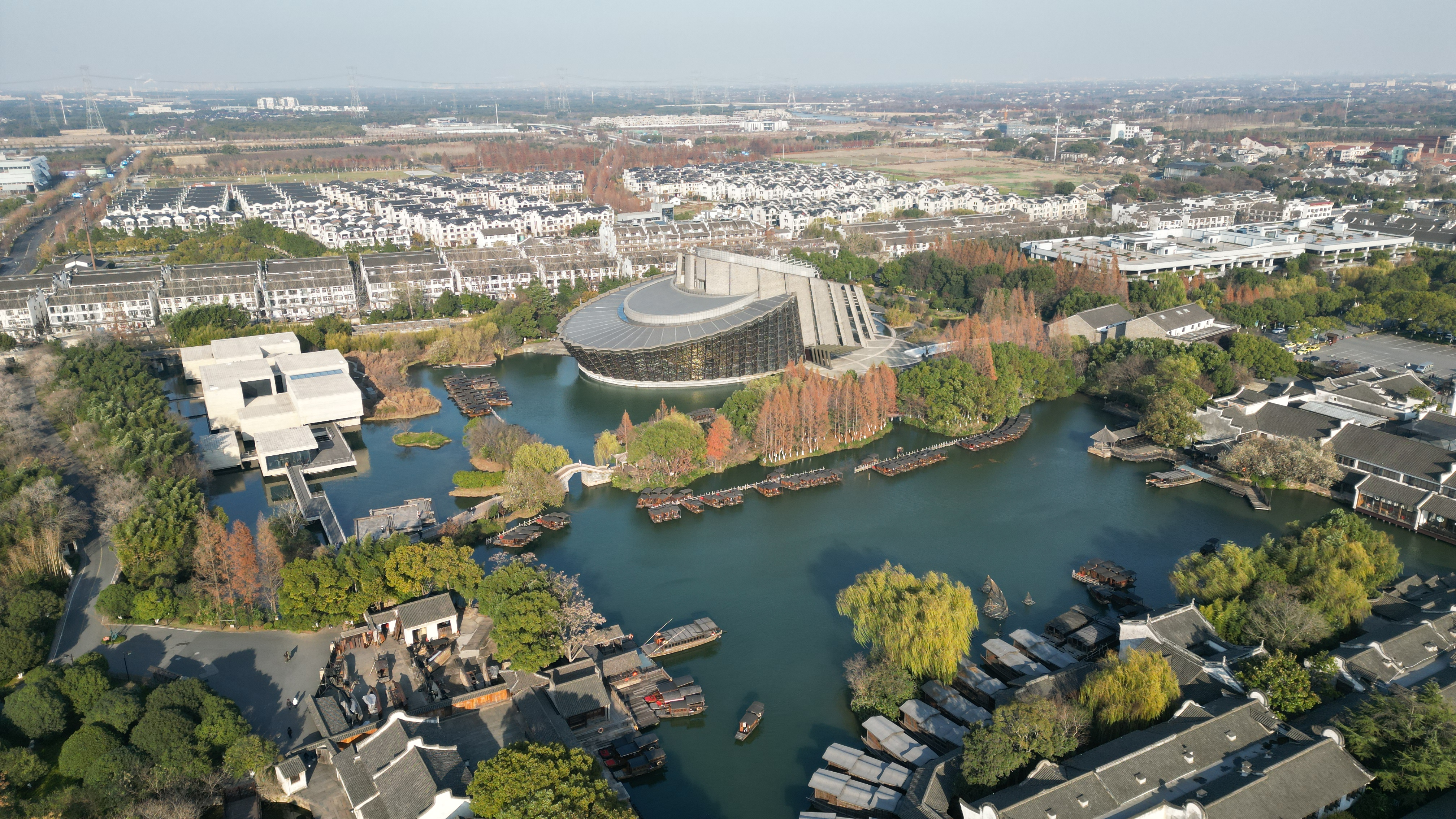
位於烏鎮西柵湖畔的烏鎮大劇院（中）與木心美術館（左）

2011年开始建设，2015年11月正式开放，由纽约OLI事务所冈本博和林兵兩位建築師设计，美术馆位于乌镇西栅大街1508号，总体占地面积6,700平方米。分为一楼、二楼和地下一层共五个展区，主要展示木心文学作品和绘画作品。票价20元。

## 营业时间
- 夏季：上午九点至下午五点半
- 冬季：上午九点至下午五点
- 周一闭馆